# Oedopeza guttigera
Oedopeza guttigera es una especie de escarabajo longicornio del género Oedopeza, tribu Acanthocinini, subfamilia Lamiinae. Fue descrita científicamente por Bates en 1864

## Descripción
Mide 10,6 milímetros de longitud.

## Distribución
Se distribuye por Costa Rica, Guatemala, Honduras, México, Nicaragua, Panamá y Venezuela.